# Live in No Shoes Nation
Live in No Shoes Nation — концертный альбом американского кантри-певца Кенни Чесни, выпущенный 27 октября 2017 года на лейбле Blue Chair/Columbia Records. Альбом сразу возглавил хит-парад Billboard 200 (США).

## Об альбоме
В августе 2017 года Кенни Чесни анонсировал выход двойного концертного альбома.
Альбом вышел 27 октября 2017 года. Он включает 2 диска и 29 концертных композиций, записанных Чесни во время его туров 2000—2010-х годов, начиная с тура 2007 года (Flip Flop Summer Tour). Среди приглашённых звёзд и гостей в записях участвовали Тейлор Свифт, Дэйв Мэтьюс, Grace Potter и Эрик Чёрч. Последний концертный альбом Чесни вышел более десяти лет тому назад. Это произошло в 2006 году, когда был записан диск Live: Live Those Songs Again, достигший позиции № 4 с тиражом 146 000 копий в дебютную неделю.

## Коммерческий успех
18 ноября 2017 года альбом возглавил американский общенациональный хит-парад Billboard 200 с тиражом 219 000 альбомных эквивалентных единиц, включая 217 000 истинных продаж, став 8-м для Чесни чарттоппером в США. Это 2-й показатель среди кантри-исполнителей после Гарта Брукса (у него 9 альбомов были № 1) и рекордный по числу дебютов на первом месте (у Чесни все 8 альбомов, а Брукса из 9 только 7 сразу попали на вершину чарта). Кроме того, Live in No Shoes Nation стал первым за более чем 7 лет живым концертным альбомом на позиции № 1. Последним таковым был благотворительный сборник разных артистов Hope for Haiti Now, который был № 1 с 6 февраля 2010 года. А среди концертных альбомов отдельных исполнителей Live in No Shoes Nation стал первым за 8 лет на вершине чарта после того, как в 2009 году диск Live on the Inside группы Sugarland стал лидером (с 22 августа 2009 года). Ранее Кенни Чесни возглавлял чарт Billboard 200 с альбомами Life on a Rock (in 2013), Hemingway’s Whiskey (2010), Lucky Old Sun (2008), The Road and the Radio (2005), Be as You Are: Songs From an Old Blue Chair (2005), When the Sun Goes Down (2004) и No Shoes, No Shirt, No Problems (2002).
Альбом также возглавил кантри-чарт Top Country Albums в 15-й раз в карьере Чесни.

## Список композиций
Источник:
- Disc 1

01. Flora-Bama (Live) 04:31
02. Summertime (Live) 04:28
03. Big Star (вместе с Тейлор Свифт, Live) 05:06
04. Boston (Live) 06:45
05. When I See This Bar (вместе с Эрик Чёрч, Live) 09:12
06. No Shoes, No Shirt, No Problems (Live) 03:33
07. Anything but Mine (Live) 06:02
08. Down the Road (вместе с МакКаналли, Live) 03:09
09. Guitars and Tiki Bars (Live) 04:19
10. Hemingway’s Whiskey (Live) 04:05
11. Everybody Wants to Go to Heaven (вместе с Zac Brown Band, Live) 02:59
12. I’m Alive (Live) 03:52
13. Save It for a Rainy Day (вместе с Old Dominion, Live) 04:15
14. Pirate Flag (Live) 04:21
- Disc 2

15. Somewhere with You (Live) 04:28
16. I Go Back (Live) 05:55
17. One Step Up (Live) 06:29
18. American Kids (Live) 05:29
19. You and Tequila (вместе с Grace Potter, Live) 04:45
20. Young (Live) 04:31
21. There Goes My Life (Live) 04:33
22. Out Last Night (Live) 04:08
23. Dust on the Bottle (вместе с David Lee Murphy, Live) 03:41
24. Coastal (Live) 03:11
25. The Boys of Fall (Live) 06:50
26. Noise (Live) 03:37
27. Old Blue Chair (Live) 03:35
28. Medley: The Joker / Three Little Birds (вместе с Дэйв Мэтьюс, Live) 05:14
29. Happy on the Hey Now (A Song for Kristi) (Live) 05:52
Длительность — 02:19:10